# Eupherusa
Eupherusa là một chi chim trong họ Chim ruồi.

## Hình ảnh

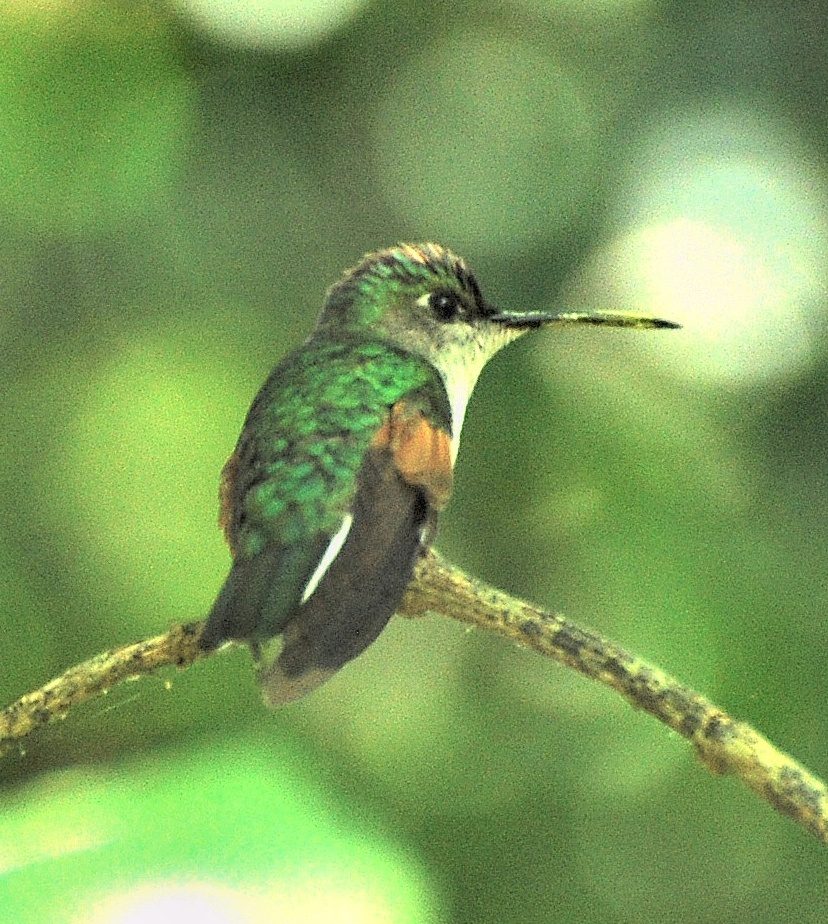
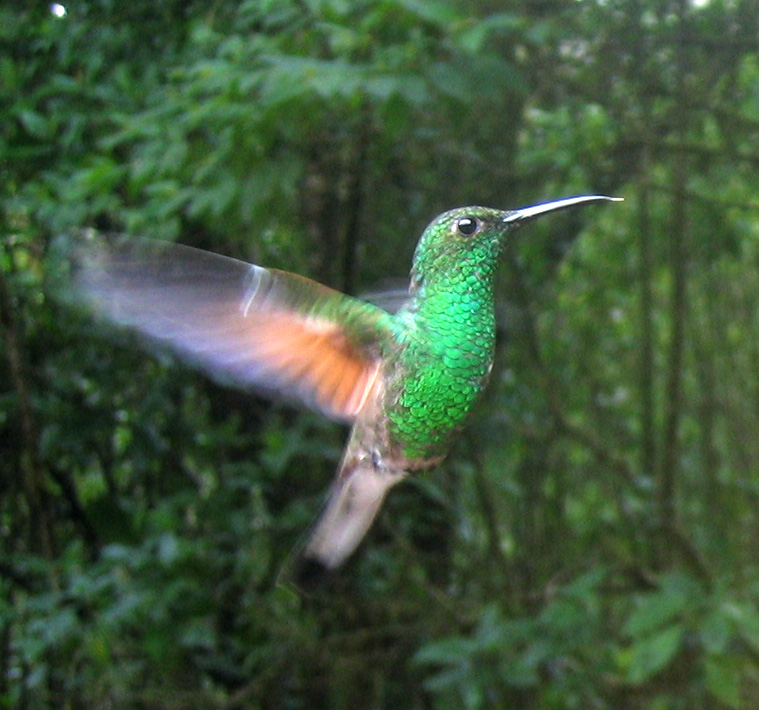

## Các loài
Có 5 loài trong chi:
| Image | Scientific name        | Common Name | Distribution                                                        |
| ----- | ---------------------- | ----------- | ------------------------------------------------------------------- |
|       | Eupherusa ridgwayi     |             | west Mexico                                                         |
|       | Eupherusa cyanophrys   |             | Sierra Madre del Sur in the Mexican state of Oaxaca                 |
|       | Eupherusa eximia       |             | southeastern Mexico to Panama.                                      |
|       | Eupherusa nigriventris |             | Costa Rica and Panama                                               |
|       | Eupherusa poliocerca   |             | Sierra Madre del Sur in Guerrero and extreme western Oaxaca, Mexico |